# Cléanthe
Cléanthe, en grec ancien Κλεάνθης / Kleánthês (Assos, Troade, v. 330 - 232 av. J.-C.), est un philosophe grec stoïcien, successeur de Zénon de Kition comme premier scholarque de l'école stoïcienne, de 262 à sa mort par inanition volontaire dans sa 99e année, en 232.

## Biographie
Les auteurs antiques nous ont fourni des sources contradictoires sur la naissance, et plus généralement la chronologie de la vie de Cléanthe.
S'appuyant principalement sur des sources papyrologiques, telle que l’Index Stoicorum, Dorandi a fixé la naissance de Cléanthe en 331/330, sous l'archontat athénien d’Aristophane, et si ces dates sont exactes, l'enfance de Cléanthe est contemporaine des expéditions d'Alexandre le Grand, ce qui a dû influer, d'une manière ou d'une autre, sur sa vie de famille dont on ignore tout.
Selon Diogène Laërce, il est d'abord lutteur avant de venir à Athènes avec quatre drachmes pour toute fortune, ce qui semble indiquer qu'il était issu d'un milieu pauvre. Arrivé à Athènes, il suit les cours de Zénon de Kition, fondateur du stoïcisme en 301, tout en étant porteur d'eau pour gagner sa vie. Il a dirigé le Portique après la mort de son fondateur, autrement dit à partir de 262 av. J.-C. Chrysippe de Soles lui a succédé dans ce rôle jusqu’en 205.

## Interprétations de la philosophie de Cléanthe

### Festugière
Cléanthe serait panthéiste, dans son Hymne à Zeus :
« Ô toi qui es le plus glorieux des immortels, qui as des noms multiples, tout-puissant à jamais, Principe et Maître de la Nature, qui gouvernes tout conformément à la loi, je te salue... Toi, tu sais réduire ce qui est sans mesure, ordonner le désordre ; en toi, la discorde est concorde. Ainsi tu as ajusté en un tout harmonieux les biens et les maux pour que soit une la raison de toutes choses, qui demeure à jamais, cette raison que fuient et négligent ceux d'entre les mortels qui sont les méchants..., cette loi qui, s'ils la suivaient intelligemment, les ferait vivre d'une noble vie. »
Ce panthéisme est assez ambigu, puisque ce Zeus est à la fois Force immanente et Raison architecte. C'est, dit André-Jean Festugière à la fois une Force immanente au Cosmos qui, du dedans, le meut vers le but qu'il doit atteindre, le Souffle ou le Feu qui réside en tous les êtres, et Zeus, un dieu personnel, un dieu qu'on peut prier, un dieu providentiel qui prend soin des hommes, qui récompense le vertueux et laisse le coupable se précipiter à sa perte, une raison architecte.

### Simone Weil et Rudolf Rieks
Dans la traduction qu’elle a donnée de huit vers de l’Hymne à Zeus, la philosophe Simone Weil donne à voir ce poème comme une préfiguration de la Trinité, parce qu’y est nettement signifiée la constitution du divin en trois personnes, Zeus, le serviteur de la Médiation (le Logos) et la foudre, organisées en vue de l’harmonie du cosmos :
« À toi tout cet univers qui roule autour de la terre obéit, où que tu le conduises, et il consent à ta domination. Telle est la vertu du serviteur que tu tiens sous tes invincibles mains, à double tranchant, en feu, éternellement vivant, la foudre. Car sous son choc dans la nature toutes choses frémissent. Par lui tu diriges droit l’universelle Médiation qui, à travers toutes choses, circule mélangée à la grande et aux petites lumières, et qui, par la grandeur de sa naissance, est reine suprême à travers tout. »
Simone Weil relève le fait que la foudre, principe stoïcien de l’ordre du monde, consiste à produire le consentement aux commandements de Dieu, « donc la foudre est Amour, autrement dit le Saint Esprit. C’est le feu que le Christ est venu jeter sur terre. Cette foudre est un serviteur (ὑποεργόν), un éternel vivant (ἀειζώοντα κεραυνόν), mots qui désignent une personne. Le Logos est un roi (Βασιλεύς), mot qui désigne aussi une personne. »
Dans le même sens que Simone Weil, Rudolf Rieks considère que le thème du retrait de Dieu est central dans cet hymne, puisque Dieu se sépare de sa création et « partage le feu éternel de la raison divine omnisciente ». 
Comme les sensualistes que Platon critique dans le Théétète, Cléanthe comparait la perception à l'empreinte d'un sceau dans la cire, avec ses creux et ses pleins.

## Cosmologie
Cléanthe attacha une importance prépondérante au soleil, tout en rejetant l'hypothèse héliocentrique.
C'est lui qui précisa une formule fondamentale de son maître, qu'il énonça sous la forme suivante : « Vivre conformément à la nature ».

## Œuvres
Il ne reste de lui que quelques fragments, et un Hymne à Zeus, qui nous a été conservé par Jean Stobée, traduit en vers par Louis Racine, en prose par Jean-Pierre de Bougainville et Robert Brasillach dans son Anthologie de la poésie grecque.
Diogène Laërce a établi une liste des traités qu'aurait écrits Cléanthe, la plupart devant être relativement courts :